# La Bonneville-sur-Iton
La Bonneville-sur-Iton é uma comuna francesa na região administrativa da Normandia, no departamento de Eure. Estende-se por uma área de 4 km². Em 2010 a comuna tinha 2 151 habitantes (densidade: 537,8 hab./km²).